# Moder Indien
Moder Indien (eng. Mother India), är en indisk film från 1957, nominerad i klassen bästa utländska film vid Oscargalan 1957. Filmbolag: Mehboob Productions.